# 866
Раннє Середньовіччя •  Епоха вікінгів •  Золота доба ісламу •  Реконкіста

## Геополітична ситуація
У Східній Римській імперії триває правління Михаїла III. Володіння Каролінгів розділені на 4 королівства: Західно-Франкське королівство, Східно-франкське королівство, Лотарингію, Італію. Північ Італії належить Італійському королівству, Рим і Равенна під управлінням Папи Римського, герцогства на південь від Римської області незалежні, деякі області на півночі та на півдні належать Візантії. Піренейський півострів, окрім Королівства Астурія та Іспанської марки, займає Кордовський емірат. Вессекс підпорядкував собі більшу частину Англії, почалося вторгнення данів. Існують слов'янські держави: Перше Болгарське царство, Велика Моравія, Блатенське князівство.
Аббасидський халіфат очолив аль-Мутазз. У Китаї править династія Тан. Значними державами Індії є Пала, Пратіхара, Чола. В Японії триває період Хей'ан. Хозарський каганат підпорядкував собі кочові народи на великій степовій території між Азовським морем та Аралом. Територію на північ від Китаю захопили єнісейські киргизи.
На території лісостепової України в IX столітті літописці згадують слов'янські племена білих хорватів, бужан, волинян, деревлян, дулібів, полян, сіверян, тиверців, уличів. У Північному Причорномор'ї співіснують різні кочові племена, зокрема булгари, хозари, алани, тюрки, угри, кримські готи. Херсонес Таврійський належить Візантії. У Києві правлять Аскольд і Дір.

## Події
- За твердженням Ніконівського літопису, цього року на Новгородську землю прийшли з-за моря варяги, та наклали данину на місцеві племена чуді, словен та мерян
- Фудзівара но Йосіфуса став регентом Японії.
- Королем Астурії став Альфонсо III.
- Король Італії та римський імператор Людовик II вирушив у похід проти сарацинів, які окупували деякі міста на півдні півострова.
- Велика армія вікінгів захопила Йорк, започаткувавши Йоркське королівство.
- Вікінги за чолі з Іваром Безкосним здобули перемогу над Нортумбрією.
- Гаральд Прекрасноволосий почав об'єднання Норвегії під своім правлінням.
- Після вбивства гулямами аль-Мустаїна Аббасидським халіфом став аль-Мутазз.
- У Візантії василевс Михаїл III вийшов з-під контролю Варди і призначив співімператором Василя I.
- Папські легати переконали князя Болгарії Бориса I перейти на латинський обряд, що викликало протест патріарха константинопольського Фотія.
- Папа Римський Миколай I послав у Константинополь листа, в якому змістив Фотія з катедри патріарха й повернув на неї прогнаного Ігнатія.
- Продовжувалися грабежі вікінгами франкських земель.